# Ronde van Polen 2025 (mannen)
De 82e editie van de wielerwedstrijd Ronde van Polen vond plaats van 4 augustus tot en met 10 augustus 2025. De start vond plaats in Wrocław en de finish is in Wieliczka. De ronde maakt deel uit van de UCI World Tour 2025. Titelhouder is de Amerikaan Brandon McNulty.

## Deelnemende ploegen
Er namen 22 teams deel. Naast de achttien WorldTeams namen drie ProTeams en een nationale selectie deel. Elk team startte met zeven renners, wat het totaal aantal deelnemers op 154 bracht.

## Etappeoverzicht
| etappe | datum       | start               | finish              | afstand  | type                | winnaar            | Leider             |
| ------ | ----------- | ------------------- | ------------------- | -------- | ------------------- | ------------------ | ------------------ |
| 1      | 4 augustus  | Wrocław             | Legnica             | 199.7 km | Vlakke rit          | Olav Kooij         | Olav Kooij         |
| 2      | 5 augustus  | Karpacz             | Karpacz             | 149,4 km | Heuvelrit           | Paul Lapeira       | Paul Lapeira       |
| 3*     | 6 augustus  | Wałbrzych           | Wałbrzych           | 159,3 km | Heuvelrit           | Ben Turner         | Paul Lapeira       |
| 4      | 7 augustus  | Rybnik              | Cieszyn             | 201,4 km | Heuvelrit           | Paul Magnier       | Paul Lapeira       |
| 5      | 8 augustus  | Katowice            | Zakopane            | 206,1 km | Heuvelrit           | Matthew Brennan    | Paul Lapeira       |
| 6      | 9 augustus  | Bukowina Tatrzanska | Bukowina Tatrzanska | 147,5 km | Bergrit             | Victor Langellotti | Victor Langellotti |
| 7      | 10 augustus | Wieliczka           | Wieliczka           | 12,5 km  | Individuele tijdrit | Brandon McNulty    | Brandon McNulty    |

*: rit geneutraliseerd wegens valpartij

## Klassementenverloop
| Etappe 0    | Winnaar 0          | Algemeen klassement | Puntenklassement | Bergklassement   | Tussensprintklassement | Ploegenklassement 0   |
| ----------- | ------------------ | ------------------- | ---------------- | ---------------- | ---------------------- | --------------------- |
| 1           | Olav Kooij         | Olav Kooij          | Olav Kooij       | Bauke Mollema    | Donavan Grondin        | XDS Astana Team       |
| 2           | Paul Lapeira       | Paul Lapeira        | Paul Lapeira     | Tomasz Budziński | Patryk Stosz           | XDS Astana Team       |
| 3           | Ben Turner         | Paul Lapeira        | Ben Turner       | Timo Kielich     | Patryk Stosz           | UAE Team Emirates-XRG |
| 4           | Paul Magnier       | Paul Lapeira        | Ben Turner       | Timo Kielich     | Patryk Stosz           | UAE Team Emirates-XRG |
| 5           | Matthew Brennan    | Paul Lapeira        | Ben Turner       | Timo Kielich     | Patryk Stosz           | UAE Team Emirates-XRG |
| 6           | Victor Langellotti | Victor Langellotti  | Ben Turner       | Timo Kielich     | Patryk Stosz           | UAE Team Emirates-XRG |
| 7           | Brandon McNulty    | Brandon McNulty     | Ben Turner       | Timo Kielich     | Patryk Stosz           | UAE Team Emirates-XRG |
| Eindstanden | Eindstanden        | Brandon McNulty     | Ben Turner       | Timo Kielich     | Patryk Stosz           | UAE Team Emirates-XRG |

1. ↑  De witte trui werd in de tweede etappe gedragen door Paul Magnier, die tweede stond in het puntenklassement.
2. ↑  De witte trui werd in de tweede etappe gedragen door Olav Kooij, die tweede stond in het puntenklassement.

Mannen: 1928 · 
1929 · 
1930-1932 · 
1933 · 
1934-1936 · 
1937 · 
1938 · 
1939 · 
1940-1946 · 
1947 · 
1948 · 
1949 · 
1950-1951 · 
1952 · 
1953 · 
1954 · 
1955 · 
1956 · 
1957 · 
1958 · 
1959 · 
1960 · 
1961 · 
1962 · 
1963 · 
1964 · 
1965 · 
1966 · 
1967 · 
1968 · 
1969 · 
1970 · 
1971 · 
1972 · 
1973 · 
1974 · 
1975 · 
1976 · 
1977 · 
1978 · 
1979 · 
1980 · 
1981 · 
1982 · 
1983 · 
1984 · 
1985 · 
1986 · 
1987 · 
1988 · 
1989 · 
1990 · 
1991 · 
1992 · 
1993 · 
1994 · 
1995 · 
1996 · 
1997 · 
1998 · 
1999 · 
2000 · 
2001 · 
2002 · 
2003 · 
2004 · 
2005 · 
2006 · 
2007 · 
2008 · 
2009 ·
2010 ·
2011 ·
2012 ·
2013 ·
2014 ·
2015 ·
2016 ·
2017 ·
2018 ·
2019 ·
2020 · 2021 · 2022 · 2023 · 2024 · 2025
Vrouwen: 1998 · 1999 · 2000 · 2001 · 2002 · 2003 · 2004 · 2005 · 2006 · 2007 · 2008 · 2009-2015 · 2016 · 2017-2023 · 2024 · 2025
Tour Down Under ·
Great Ocean Road Race ·
Ronde van de Verenigde Arabische Emiraten ·
Omloop Het Nieuwsblad ·
Strade Bianche ·
Parijs-Nice · 
Tirreno-Adriatico · 
Milaan-San Remo ·
Ronde van Catalonië ·
Classic Brugge-De Panne ·
E3 Saxo Classic ·
Gent-Wevelgem ·
Dwars door Vlaanderen ·
Ronde van Vlaanderen ·
Ronde van het Baskenland ·
Parijs-Roubaix ·
Amstel Gold Race ·
Waalse Pijl ·
Luik-Bastenaken-Luik ·
Ronde van Romandië ·
Eschborn-Frankfurt ·
Ronde van Italië ·
Critérium du Dauphiné ·
Ronde van Zwitserland ·
Copenhagen Sprint · 
Ronde van Frankrijk ·
Clásica San Sebastián ·
Ronde van Polen ·
Cyclassics Hamburg ·
Renewi Tour ·
Ronde van Spanje ·
Bretagne Classic ·
GP van Quebec ·
GP van Montreal ·
Ronde van Lombardije ·
Ronde van Guangxi